# Darcy-Weisbachova enačba
Darcy-Weisbachova enačba je v hidravliki namenjena za računanje tlačnih izgub v ravnih ceveh krožnega preseka zaradi upora pri toku tekočine:
{\displaystyle \Delta p_{i}=\lambda \rho {l \over d}{{v^{2}} \over 2}\quad \left[\mathrm {Pa} \right]\qquad (1)}
oziroma izgube tlačne višine:
{\displaystyle h_{i}=\lambda {l \over d}{{v^{2}} \over {2g}}\quad \left[\mathrm {m} \right]\qquad (2),}
kjer so:
λ   ... koeficient trenja,
l ... dolžina cevi [m],
d ... premer cevi [m],
v ... pretočna hitrost [m/s],
ρ   ... gostota tekočine [kg/m³],
g ... težni pospešek [m/s²].
Koeficientu:
{\displaystyle \zeta =\lambda {l \over d}\qquad (3)}
rečejo koeficient krajevnih izgub. Darcy-Weisbachova enačba velja za vse vrste tokov. S koeficientom ζ lahko Darcy-Weisbachovo enačbo zapišemo kot
{\displaystyle \Delta p_{i}=\zeta \rho {{v^{2}} \over 2}\quad \left[\mathrm {Pa} \right]\qquad (4)}
oziroma
{\displaystyle h_{i}=\zeta {{v^{2}} \over {2g}}\quad \left[\mathrm {m} \right]\qquad (5).}
Pri znanem pretoku Q [m³/s] skozi ravno cev krožnega preseka lahko določimo tlačne izgube po enačbi
{\displaystyle \Delta p_{i}={{8\lambda \rho lQ^{2}} \over {\pi ^{2}d^{5}}}\quad \left[\mathrm {Pa} \right]\qquad (6)}
oziroma
{\displaystyle h_{i}={{8\lambda lQ^{2}} \over {\pi ^{2}gd^{5}}}\quad \left[\mathrm {m} \right]\qquad (7).}
Koeficient trenja je odvisen od brezrazsežnega Reynoldsovega števila Re in od relativne hrapavosti cevi k/d, kjer je k absolutna hrapavost stene cevi in je odvisna od materiala in kakovosti cevi:
{\displaystyle \lambda =f\left({Re,{k \over d}}\right)\qquad (8).}
V laminarnem področju (Re < 2320) je koeficient trenja odvisen od Reynoldsovega števila Re in faktorja oblike cevi φ (za krožne cevi znaša 1):
{\displaystyle \lambda =\varphi {{64} \over {Re}}\qquad (9).}
V turbolentnem področju (Re > 2320) pa je koeficient trenja odvisen od Reynoldsovega števila in od relativne hrapavosti cevi k/d. Tukaj ga določamo analitično po znanih enačbah (Prandtl-Kármánova, Colebrook-Whiteova, Nikuradsejeva) ali pa grafično s pomočjo Moodyjevega diagrama.
Enačba se imenuje po Henryju Philibertu Gaspardu Darcyju, ki je enačbo najprej razvil iz Pronyjeve enačbe, leta 1845 pa jo je v današnji obliki zapisal Julius Weisbach. Z enačbo se je ukvarjalo veliko avtorjev in bi se praviloma morala imenovati s kar dolgim imenom.